# Alfa & Omega
Alfa & Omega es el séptimo álbum de estudio del cantante mexicano Alfredo Olivas. Se estrenó el 29 de septiembre del 2022 en plataformas digitales por Fonovisa Records. 
Contiene 12 canciones, todas producidas y casi todas escritas por el propio cantautor, excepto el tema Ni Con Labios Prestados.

## Antecedentes, grabación, y lanzamiento
Tras los exitosos resultados que obtuvo Alfredo Olivas con el álbum El Día De Los Muertos, el cantautor tuvo que enfrentarse como cualquier artista a la pausa que derivó la Pandemia de COVID-19. Durante la pausa lanzó el tema "Volverá", y posteriormente colaboró con el grupo La Ventaja con dos canciones: "Los Inadaptados", y "El Cuerdo".
Posterior a eso, hacia finales del 2020 lanzó el tema "Yo Todo Lo Doy". Para el 2021 estrenó el tema "Hoy Te Pierdo", y luego "Soy Lo Que Ves", dándole a este último un toque de estilo country. Para el 2022, lanzó los temas "No", "La Ley Del Chinito", y "Ave De Mal Agüero". Luego vino el tema "Ni con labios prestados", autoría de Aarón "La Pantera" Martínez. 
A mediados de agosto se anunció la gira que llevaría por nombre Alfa & Omega.  Luego, para el mes de septiembre se lanzó el tema "Vaivén", y a finales de mes se dio a conocer el lanzamiento del álbum, confirmando incluso los 12 temas que contendría, de los cuales incluiría los 8 temas ya estrenados, junto a otros 4 temas inéditos.  
A la par del estreno del álbum, se lanzó el sencillo "Sin Explicaciones". 

## Lista de Canciones
Toda la música compuesta por Alfredo Olivas. 
| Alfa & Omega |                           |                |          |  |
| N.º          | Título                    | Escritor(es)   | Duración |  |
| 1.           | «Ave De Mal Agüero»       | Alfredo Olivas | 3:07     |  |
| 2.           | «Yo Todo Lo Doy»          | Alfredo Olivas | 3:22     |  |
| 3.           | «Hoy Te Pierdo»           | Alfredo Olivas | 3:53     |  |
| 4.           | «Sin Explicaciones»       | Alfredo Olivas | 2:52     |  |
| 5.           | «La Ley Del Chinito»      | Alfredo Olivas | 2:20     |  |
| 6.           | «Vaivén»                  | Alfredo Olivas | 3:12     |  |
| 7.           | «Que Sepas»               | Alfredo Olivas | 3:16     |  |
| 8.           | «Soy Lo Que Ves»          | Alfredo Olivas | 3:40     |  |
| 9.           | «No»                      | Alfredo Olivas | 3:06     |  |
| 10.          | «Los Que Porto»           | Alfredo Olivas | 3:17     |  |
| 11.          | «Vete»                    | Alfredo Olivas | 3:05     |  |
| 12.          | «Ni Con Labios Prestados» | Aarón Martínez | 4:03     |  |
| 39:13        |                           |                |          |  |